# Motormännens Riksförbund
Der Motormännens Riksförbund (abgekürzt M, oft nur Motormännen genannt) ist Schwedens größter Automobilverband. Die Organisation wurde am 26. Februar 1922 als Sveriges förenade motormä gegründet. Seit 1924 wird der heutige Name verwendet. Dieser wird im Deutschen häufig als Reichsverband der Kraftfahrer und im Englischen als The Swedish Automobile Association übersetzt. Der Hauptsitz der Organisation ist in der Fridhemsgatan in Stockholm.
Der Motormännens Riksförbund hat etwa 100.000 Mitglieder (August 2018). Der Verkehrsclub berät seine Mitglieder zu Reisen, Autos, Autotechnologie sowie zu rechtlichen Fragen. Die Zeitschrift Motor wird achtmal im Jahr herausgegeben. Seit 2012 ist Motor Schwedens absatzstärkstes Automagazin.
Der Motormännens Riksförbund ist ein Teil des internationalen Dachverbands des Automobils, der Fédération Internationale de l’Automobile (FIA). Als Interessenorganisation regelt Motormännen Fragen zu Versicherungen, Verkehrssicherheit, Automobilwirtschaft, Infrastruktur und Umwelt.
Ein ehemaliger Geschäftsführer war der Ehemann von Astrid Lindgren, Sture Lindgren, der den Posten 1941–1952 innehatte und im Jahr 1943 die Zeitschrift Motor auf den Markt brachte. Astrid Lindgren arbeitete ebenfalls für den Motormännens riksförbund. Sie schrieb unter anderem Artikel für das Magazin Motors, sowie ihre ersten Bücher Fem automobilturer i Sverige (1939) und 25 bilturer i Sverige (1949, English: 25 automobile tours in Sweden, Deutsch: 25 Autofahrten in Schweden oder 25 Autotouren in Schweden).
2003 bekam der Motormännens Riksförbund, mit Maria Spetz, seine erste weibliche Geschäftsführerin. Zu dieser Zeit sollte der Automobilclub, dessen Fokus bis dahin mehr auf Männern und Technik lag, für andere Themenbereiche wie Reisen, Erfahrungen, Gefühle, Frauen und Familie geöffnet werden. Es sollten nun auch gezielt Frauen angesprochen werden. Diese Veränderungen führten dazu, dass die Mitgliederzahl in den folgenden zwei Jahren von 90.000 Mitgliedern im Jahr 2004 auf 130.000 Mitglieder im Jahr 2006 stieg. Zuvor waren die Mitgliederzahlen von 250.000 Mitgliedern in den 1980er Jahren stetig zurückgegangen.